# Liang Wenhao
Liang Wenhao (in cinese 梁文豪; Fushun, 6 luglio 1992) è un pattinatore di short track cinese.

## Palmarès

### Mondiali
- 6 medaglie:
  - 2 ori (500 m a Sofia 2010; 500 m a Debrecen 2013);
  - 4 bronzi (classifica generale a Sofia 2010; 500 m, 1000 m e classifica generale a Sheffield 2011).

### Mondiali a squadre
- 2 medaglie:
  - 1 argento (Varsavia 2011);
  - 1 bronzo (Bormio 2010).

### Mondiali juniores
- 1 medaglia:
  - 1 argento (staffetta 3000 m a Sherbrooke 2009).

### Coppa del Mondo
- Miglior piazzamento nella Coppa del Mondo dei 500 m: 3º nel 2011, nel 2012 e nel 2013.
- Miglior piazzamento nella Coppa del Mondo dei 1000 m: 5º nel 2013.
- Miglior piazzamento nella Coppa del Mondo dei 1500 m: 61º nel 2012.
- 20 podi (13 individuali, 7 a squadre):
  - 5 vittorie (3 individuali, 2 a squadre);
  - 5 secondi posti (4 individuali, 1 a squadre);
  - 10 terzi posti (6 individuali, 4 a squadre).